# Banu Sulaym
I Banū Sulaym (in arabo ﺑﻨﻮ ﺳﻠﻴﻢ‎?) erano una tribù araba peninsulare che viveva in Hijaz e Najd, che finì col trasferirsi in Nordafrica assieme ai B. Hilāl, con l'incarico di devastarlo per infliggere la massima punizione possibile agli Ziridi, già vassalli dei Fatimidi ma resisi indipendenti dal Cairo nel corso dell'XI secolo.
Una loro branca gettò invece le basi dell'Emirato di Derbent, nella zona del mar Caspio. 

## Origini
I B. Sulaym rivendicavano di discendere da Qays ʿAylān ibn Muḍar ibn Nizār ibn Maʿadd ibn ʿAdnān. 
Erano insediati in Hijaz con le altre tribù qaysite - Hawāzin e Banu Ghatafan - e rimasero nell'Hijaz orientale fino al VII secolo. 
Appartenendo ai Qays 'Aylan (di cui il gruppo principale era quello dei Banu Ghatafan), un po' come tutti gli altri abitanti del Hijaz (tra cui i Quraysh, anch'essi adoravano al-ʿUzzā, alla cui custodia del santuario (sidāna) a Nakhla al-Shāmiyya  essi compartecipavano, ma assieme ai Banu Khazraj di Yathrib, avevano una particolare devozione per l'idolo Khamī.
Forse per la comune fede coi Meccani, i Sulaym parteciparono attivamente al contrasto armato dei musulmani coreisciti e degli Ansar di Medina ma, sconfitti strategicamente nella battaglia del Fossato, abbracciarono infine anch'essi l'Islam.
 
Appoggiarono quindi Maometto nella battaglia di Hunayn, sconfiggendo i loro parenti Hilāl e Hawāzin. Presero poi parte attiva alle conquiste islamiche della Siria-Palestina e dell'Egitto, nel quale finirono col trasferirsi definitivamente.

## I Banu Sulaym in Nordafrica
La missione ricevuta dai Fatimidi di vendicarsi dei felloni Ziridi, fu assolta dai B. Sulaym e dai B. Hilal. L'influsso esercitato da questi Arabi in un'area sostanzialmente non araba (essenzialmente berbera) fu notevole, sia nel campo della linguistica, sia negli assetti societari, con un processo forzoso di arabizzazione del Maghreb e di rafforzamento del modello nomade in un'area in cui l'agricoltura era stata fino ad allora dominante, con danni gravissimi per quell'Ifriqiya che era stata fino ad allora un valido esempio di razionale sfruttamento del suolo che affondava nella notte dei tempi pre-cartaginesi.
I B. Sulaym erano composti da quattro importanti sottogruppi: i B. Habib, i B. ʿAwf, i Dabbāb e i Banu Zagb. Gli Hebib s'insediarono in Cirenaica, mentre gli altri si stabilirono in Tripolitania. 
Dopo tali insediamenti, tutte quelle aree che formeranno in buona parte l'attuale Libia, conobbero un momento di gravi e devastanti disordini e d'infeudamento dei sedentari alle prepotenze dei beduini arabi, aggravate dalle devastazioni che provenivano dall'Egitto. Quando questo periodo di profondo e sanguinoso arretramento sociale ed economico ebbe infine termine, il gruppo dei Dabbab prese il controllo della maggior parte della Tripolitania.

## Sulaymiti di spicco
Ai B. Sulaym appartennero:
- La poetessa al-Khansāʾ
- Il poeta al-'Abbas ibn Mirdas, suo figliastro
- Il poeta Ibn Abī Ḥaṣīna (Maʿarra, 998 - Sarūj, 1065)